# Therese Concordia Maron
Therese Concordia Maron, nascida Mengs (1725 – 10 de outubro de 1806), foi uma pintora alemã (saxônica) ativa sobretudo em Roma. Era a irmã mais velha do pintor Anton Raphael Mengs. 
Therese nasceu em Usti nad Labem (em alemão:  Aussig) no seio da família luterana do pintor dinamarquês e hofmaler (pintor da corte) Ismael Mengs. Nasceu na Boêmia por acaso; seu pai mantinha um relacionamento extraconjugal com a sua governanta Charlotte Bormann e na tentativa de ocultar o nascimento da filha ilegítima, sob o pretexto de "férias" decidiu levar a amante para a maior cidade mais próxima no exterior, chamada Ústí nad Labem (a 90 km do rio Elba ), onde ela deu à luz a filha Therese Concordia. Após algumas semanas, Ismael Mengs levou sua filha e a mãe de volta a Dresden, capital da Saxônia, onde moravam. Três anos depois Mengs fez a mesma coisa, agora com o nascimento do seu filho Anton Raphael Mengs.
Aos 16 anos Therese mudou-se com a família para Roma, onde se casou mais tarde (1765) com um pintor de retratos austríaco e aluno do seu irmão, Anton von Maron. Pintou vários esmaltes, pastéis e miniaturas, incluindo um autorretrato e um retrato da sua irmã mais nova, Julia. Morreu em Roma em 1806. 
Maron também trabalhou ativamente como professora; entre suas pupilas estavam Francesca Bracci, a sua sobrinha Anna Maria Mengs, e Sofia Clerc.